# Neotrypaea uncinata
Neotrypaea uncinata är en kräftdjursart som först beskrevs av H. Milne-Edwards 1837.  Neotrypaea uncinata ingår i släktet Neotrypaea och familjen Callianassidae. Inga underarter finns listade i Catalogue of Life.